# 주관
주관(主觀)은 감각하고 의식하고 사고하는 것이며, 객관에 대립되는 말로서 대상에 작용하는 작용자(作用者), 의식 그 자체를 말한다. 실천을 강조할 때에는 주체(主體)라고 말한다. 관념론에서 객관은 주관에 의하여 구성되고 주관에 좌우된다고 생각하여 주관의 우월성을 주장한다. 또한 유물론에서 주관은 최고도로 조직된 물질(뇌)의 작용으로서 객관을 반영, 모사(模寫)하는 것이다. 일반적으로 대상의 객관성과 배치되는 독선적이고 비과학적인 태도를 '주관적'이라 하나, 철학적으로는 칸트의 주관주의처럼 객관과 일치기도 한다.

## 같이 보기
- 추상
- 범주론
- 인지언어학
- 개념
- 도널드 데이비드슨
- 도널드 데이비드슨
- 윤리학
- 위격
- 미셸 푸코
- 신 칸트 학파
- 현상 (철학)
- 일반 상대성이론
- 열린 개인주의
- 인간성
- 테세우스의 배
- 영혼
- 주어